# Tuomo Karjalainen
Tuomo Karjalainen, född 12 juni 1980, är en finländsk före detta ishockeymålvakt, har spelat i TPS Åbo och Växjö Lakers Hockey. 
Han har gjort en match i Elitserien i ishockey med Timrå IK efter att ha blivit inbytt efter att Johan Backlund släppt in fyra mål.